# Awake (canção de Snoop Dogg)
"Awake" é uma canção do rapper estadunidense Snoop Dogg, com vocais adicionais do cantor de R&B Charlie Wilson, e do cantor e produtor musical Pharrell Williams. Foi lançada como a quarta faixa de seu decimo terceiro álbum de estúdio Bush, com o selo das editoras discográficas I Am Other e Columbia Records. A canção foi produzida por Pharrell, que também participou da composição da faixa, juntamente com o interprete.

## Antecedentes
Em 28 de agosto de 2014 foi liberado um vídeo do que seria uma previa de uma das canções do trabalho em conjunto entre Snoop e Pharrell. No vídeo estão juntos Snoop, Kurupt e Daz Dillinger  ao fundo toca um verso da canção. Mais tarde em Setembro de 2014, o rapper anunciou em sua conta no Instagram, seu novo trabalho em conjunto com Pharrell.
A faixa foi confirmada em 29 de abril de 2015, juntamente com lista de faixas completa do álbum.